# Галичский диалект караимского языка
Галичский (галицко-луцкий) диалект караимского языка — один из трёх основных диалектов караимского языка, распространённый в Галичине (Западная Украина). Диалект находится на грани исчезновения, так как по состоянию на конец XX века существовало лишь несколько его носителей.

## История
Базовые труды по этому языку-диалекту уже давно стали библиографической редкостью. Из трёх работ лишь труд Яна Гжегожевского, опубликованный в начале XX века, был полностью посвящён именно языковому наследию караимов Луцка и Галича (и, в какой-то степени, угасших ранее общин Кукизова (современная деревня Кукезив во Львовской области), Львова и Деражного на Волыни), в то время как книги К. М. Мусаева в равной, если не сказать более, степени освещают язык-диалект Тракая (а также Вильнюса и Паневежиса) в Литве. Ещё до Второй мировой войны замолчал «Голос караима» (журнал «Karaj Awazy»), издававшийся почти целиком (за исключением крайне ограниченного числа материалов на польском языке и тракайском языке-диалекте) на галичском диалекте, и с тех пор этот язык перестал существовать как письменный, если не считать единичных случаев частной переписки и отдельных научных статей узкоспециального характера (почти полная библиография по состоянию на 1974 год приведена в книге). Прокатившаяся по Западной Украине война, которая на этих землях не завершилась в 1944 году, с освобождением Галичины и Волыни от немецких оккупантов, но продолжилась ещё на десять лет в виде вооружённого противостояния войск НКВД и ОУН-УПА, мобилизация в действующую Советскую Армию и гибель в боях караимской молодежи и мужчин среднего возраста, переселение на территорию Польской Народной Республики караимов — граждан довоенной Речи Посполитой, а также не описанный в научной и мемуарной литературе, но имевший место переезд отдельных караимских семей в Литву и в Крым, неизбежные ассимиляционные процессы, закрытие (в Галиче) и даже снос (в Луцке) кенас, бывших центрами караимской жизни, — всё это привело к разрушению караимских общин Западной Украины и практической утрате потомками уникального во многих качествах караимского языка.
Все это привело к тому, что галичский диалект начал исчезать.

## Лексика
Этот диалект сохранил много древнетюркских слов, в то время как крымский и тракайские диалекты их утратили. Он ещё содержит много элементов из иврита и арабского. Особенно надо отметить, что здесь сотни слов из древнееврейского языка, которые были зафиксированы в результате компьютерного анализа караимских текстов из источников и не упоминавшихся в основополагающем словаре. Несомненно, что потребуется сопоставительный статистический анализ лексики языков караимов Западной Украины, Литвы и Крыма для того, чтобы определить долю в них заимствований из иврита, однако, именно в галичском диалекте они сохранились наилучшим образом и многократно превышают цифру в 1% в словаре в целом. Как бы то ни было, но термины древнебиблейского происхождения, причём не только религиозного характера, но и описывающих многие абстрактные понятия, полностью фонетически и грамматически освоены тюркским языком караимов Западной Украины. В этом качестве они являются ценной и неотъемлемой частью караимского культурно-языкового наследия и должны продолжать жить в караимском языке.

## Фонетика
Галичский диалект имеет следующие фонетические особенности: в нем существует явление цетацизма — вместо звуков ш, ж, ч, дж тракайского диалекта выступают соответственно с, з, ц, дз, например, баш — бас (`голова`); отсутствуют губные гласные переднего ряда, имеющиеся в тракайском диалекте; происходит диссимиляция двойного лл в нъл.
Также у галичского диалекта находятся свои весьма интересные особенности, отличающие его от устной и письменной речи караимов Крыма и Литвы, а также и других тюркских языков. В частности, к таковым относится наличие в нём фузионных аффиксов, которые исторически являлись составными, но в процессе развития трансформировались в неразрывные и единые грамматические элементы. К таковым прежде всего можно отнести аффиксы прошедшего времени условного наклонения -сыйд/-сийд (исторически -са/-сэ эди), аффиксы прошедшего времени желательно-сослагательного наклонения -гъыйд/-гийд (исторически -гъай/-гей эди) многочисленную группу стяженных аффиксов отрицательной формы будущего времени. Вообще говоря, большую гибкость галичскому диалекту караимского языка (впрочем, как и языка караимов Литвы) придаёт именно система стяжённых аффиксов, зачастую имеющая два или три уровня. Именно эта особенность существенно расширяет его возможность при стихосложении и отличает его от других тюркских языков, сближая его по мелодике и ритмике с языками славянскими.